# Daceyville, New South Wales
Daceyville este o suburbie în Sydney, Australia.